# Alexandru Spiridon
Alexandru Spiridon (ros. Александр Фёдорович Спиридон, Aleksandr Fiodorowicz Spiridon; ur. 20 lipca 1960 w Jedyńcach, Mołdawska SRR) – mołdawski piłkarz, grający na pozycji pomocnika, a wcześniej napastnika, były reprezentant Mołdawii, trener piłkarski.

## Kariera piłkarska

### Kariera klubowa
Karierę zawodniczą rozpoczął w Nistru Kiszyniów w 1977. W 1982 odbywał służbę wojskową w SKA Kijów, a potem występował w Zoria Woroszyłowgrad. W 1983 powrócił do Nistru Kiszyniów. Od 1987 bronił barw klubu Zaria Bielce. W 1991 przeszedł do Zimbru Kiszyniów. Karierę piłkarską ukończył jako piłkarz Tiligul Tyraspol w sezonie 1997/1998.

### Kariera reprezentacyjna
W 1991 zadebiutował w reprezentacji Mołdawii. Łącznie rozegrał 17 meczów, strzelił 2 bramki.

## Kariera trenerska
Jeszcze będąc piłkarzem Zimbru Kiszyniów już od 1992 łączył funkcję głównego trenera klubu, od 1994 trenował również młodzieżową reprezentację, a od 1996 pomagał trenować reprezentację Mołdawii. Od 27 czerwca 2001 prowadził reprezentację Mołdawii, która walczyła o awans na mistrzostwa świata (4 mecze, 1 zwycięstwo, 3 porażki). Również pracował na stanowisku głównego trenera klubów Tiligul Tyraspol i Nistru Otaci. Od czerwca 2004 do 2016 pomagał Mircea Lucescu trenować Szachtar Donieck. Potem pracował z nim w Zenicie Petersburg. 12 stycznia 2018 ponownie został powołany na selekcjonera reprezentacji Mołdawii. 19 lipca 2019 został wolniony z zajmowanego stanowiska.

## Sukcesy i odznaczenia

### Sukcesy klubowe
- Mistrz Mołdawii: 1992, 1993, 1994, 1995, 1996

### Sukcesy trenerskie
- Mistrz Mołdawii: 1992, 1993, 1994, 1995, 1996
- Wicemistrz Mołdawii: 2004
- Brązowy medalista Mistrzostw Mołdawii: 2002
- Mistrz Ukrainy: 2005, 2006, 2008 (jako asystent trenera)
- Wicemistrz Ukrainy: 2007 (jako asystent trenera)
- Zdobywca Pucharu Ukrainy: 2008 (jako asystent trenera)
- Zdobywca Superpucharu Ukrainy: 2005, 2008 (jako asystent trenera)
- Zdobywca Pucharu UEFA: 2009 (jako asystent trenera)

### Sukcesy indywidualne
- najlepszy piłkarz Mołdawii: 1992.
- najlepszy trener Mołdawii: 2001.

### Odznaczenia
- Medal „Za pracę i zwycięstwo”: 2009[5].